# 止庵德祥
德祥（?—?），字麟洲，號止庵。钱塘（今浙江杭州）人。元末明初高僧，能詩文、書法。

## 生平
洪武初年，住持径山。“书法擅名一时，有铁画银钩之妙。诗刻苦，高处逼郊、岛。”都穆评其诗说： “国初诗僧称宗泐、来复，同时有德祥者，亦工于诗。其《送僧东游》云： ‘与云秋别寺，同月夜行船。’《咏蝉》云： ‘玉貂名并出，黄雀患相连。’泐、复不能道也。又《卜筑》云： ‘草生桥断处，花落燕来初。’亦佳句。”
郎瑛說德祥有《夏日西园》诗：“新筑西园小草堂，热时无处可乘凉。池塘六月由来浅，林木三年来得长。欲净身心频扫地，爱开窗户不烧香。晓风只有溪南柳，又畏蝉声闹夕阳。”被朱元璋“罪之而不善终”。事實上，德祥於永乐年間尚在，临终倚座曰： “一队瞳糟汉，我争如尔何？”，“谈笑而逝”。著有《峒屿集》，载入《四库全书总目》卷175。